# Osienka
Osienka (ros. Осенка) – przystanek kolejowy w miejscowości Industrija i w pobliżu miejscowości Osionka, w rejonie kołomieńskim, w obwodzie moskiewskim, w Rosji. Położony jest na Wielkim Pierścieniu Kolei Moskiewskiej.